# Ibrahim Rabbaj
Ibrahim Rabbaj (en arabe : إبراهيم الرباج), né le 15 octobre 2009 à Londres, est un footballeur marocain qui joue au poste d'ailier au Chelsea FC.

## Biographie

### Carrière en club
Ibrahim Rabbaj est né à Londres en Angleterre d'un père marocain et d'une mère anglaise, son père Mohammed Rabbaj étant également footballeur, passé par le Raja Casablanca,,.
Après des essais auprès du club d’Arsenal, le jeune joueur est passé par les centres de formation du Charlton Athletic et de Crystal Palace, avant de rejoindre à l’âge de 11 ans Chelsea, où il s'illustre en équipes de jeunes,,,,. 
Il est ainsi crédité de 52 buts et 60 passes décisives en 40 matchs avec les moins de 16 ans du club de Premier League,,,,. Promu avec les moins de 18 ans des blues lors de la saison 2024-25, alors qu'il a seulement 15 ans, il marque un doublé contre Leicester lors de sa première titularisation,.

### Carrière en sélection
Ibrahim Rabbaj est international marocain junior dès les moins de 15 ans en 2023, mais rejoint ensuite le girond des équipes anglaises, dont il est un membre régulier jusqu'aux moins de 16 ans — marquant même un but contre ses futurs coéquipiers —, avant de s'engager finalement à nouveau avec le pays d'origine de ses parents, convaincu par le projet 2030 de la fédération marocaine, non sans que celle anglaise aie tenté jusqu'au bout de le conserver dans ses équipes,,,.
Rabbaj intègre ainsi l'équipe du Maroc des moins de 17 ans dès février 2025,, avant d'être convoqué pour participer à la Coupe d'Afrique des nations des moins de 17 ans qui a lieu en mars puis avril à domicile. Il est alors le plus jeune joueur de l'effectif marocain,,. Arrivé tardivement dans le groupe alors qu'il a été retenu par son club de Chelsea, il commence la compétition sur le banc, entrant en jeu lors de la victoire inaugurale contre l'Ouganda.
Le Maroc atteint la finale de la compétition après sa victoire aux tirs au but face à la Côte d'Ivoire (0-0 dans le temps réglementaire),,. Après un autre match nul et vierge (victoire 4-2 aux tirs au but) face au Mali, les marocains remportent le premier titre de leur histoire dans la compétition,.

## Palmarès

### En sélection
- Maroc -17 ans
  - Coupe d'Afrique des nations
    -  Vainqueur en 2025